# Tundra di Jamal-Gyda
La tundra di Jamal-Gyda (in russo Ямалагыданская тундра?, Yamalagydanskaja tundra) è un'ecoregione dell'ecozona paleartica definita dal WWF (codice ecoregione: PA1114) che include la penisola Jamal e la penisola di Gyda nel nord della Russia.
Le piante e gli animali sono rari, sebbene l'area sia di importante interesse ornitologico per via degli uccelli migratori oltre che per i mammiferi marini costieri. Come suggerisce il nome, l'ecoregione rientra nel bioma della tundra; si estende per 412.067 km².

## Territorio
Le penisole si trovano a est dei monti Urali settentrionali allo sbocco oceanico del delta del fiume Ob' (nello specifico, l'omonimo golfo) e all'estuario del fiume Enisej. Il mare di Kara è considerabile come una parte del più vasto Mar Glaciale Artico localizzato a nord: anche per questo motivo, diverse isole al largo, tra cui Belyj, risultano incluse nell'ecoregione. La penisola è pianeggiante e presenta estese zone umide. L'area rientra inoltre nella zona di permafrost permanente.

## Clima
Il clima dell'ecoregione della tundra Yamal-Gydan è il continentale umido con estati miti (classificazione dei climi di Köppen). Gli inverni sono lunghi e freddi (per almeno un mese la media resta sotto i 0 °C) ed estati brevi e miti (da uno a tre mesi superiori a 10 °C), ma in nessun caso i valori mensili superano i 22 °C. Le precipitazioni si attestano intorno ai 514 mm all'anno. La temperatura media che si registra nelle zone interne dell'ecoregione è di -24,2 °C a gennaio e di 10,5 °C a luglio.

## Flora
La flora della zona è costituita da manti erbosi che si estendono su regolari rilievi collinari: la presenza di muschi e licheni, oltre che di aree arbustive, è abbastanza numerosa, salve alcune aree in cui il terreno non presenta vegetazione o in cui vi è eccessiva umidità. La tundra lichenica e il terreno privo di qualsivoglia vegetale sono più comuni nel nord. Le paludi dipendono fortemente dalle ingenti esondazioni dei fiumi locali in primavera e dalle piogge che si verificano all'inizio dell'autunno.

## Fauna
La fauna ittica risulta quella più variegata del luogo, potendosi rintracciare coregoni (Coregonus), salmerini (Salvelinus), muksun (Coregonus muksun), lucci (Esox lucius), bottatrici (Lota lota), lenok (Brachymystax lenok), temoli (Thymallinae), storioni siberiani (Acipenser baerii), pesci persici (Perca fluviatilis), ciprinidi (Cyprinidae) e altre specie ancora presenti in maniera minore. Si ricordi che la presenza del permafrost consente ai pesci di nuotare in acque che hanno una temperatura poco sottoposta a sbalzi improvvisi.

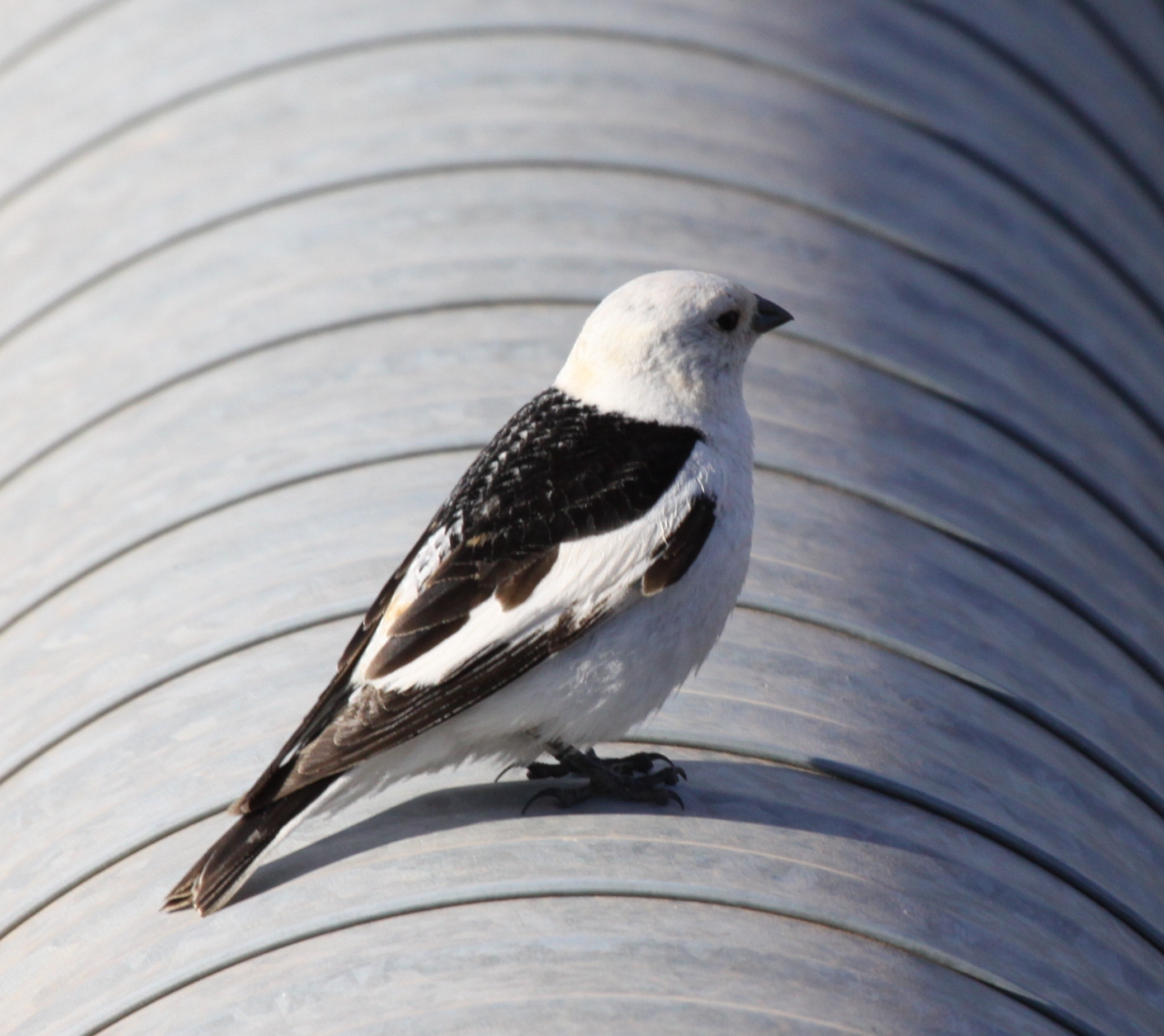
Esemplare di zigolo delle nevi (Plectrophenax nivalis)

I mammiferi presenti nell'area sono limitati: si passa dalla volpe artica (Vulpes lagopus) ai lemming, da alcuni piccoli branchi di renne (Rangifer tarandus) a cani inselvatichiti. La presenza ornitologica nell'area è invece decisamente più copiosa: si stima la presenza di circa 50 specie di uccelli nidificanti, fungendo l'ecoregione da importante tappa nella rotta migratoria atlantica. Si possono ammirare in particolare il gufo bianco (Bubo scandiacus), la starna (Perdix), la poiana calzata (Buteo lagopus), il piovanello (Calidris ferruginea), l'endemica oca collorosso (Branta ruficollis), l'edredone (Somateria mollissima), l'anatra dalla coda lunga (Clangula hyemalis), lo zigolo delle nevi (Plectrophenax nivalis), il gabbiano di Ross (Rhodostethia rosea) e la gru siberiana (Leucogeranus leucogeranus).

## Conservazione
L'area protetta che più di ogni altre si distingue per vastità e importanza a livello nazionale in questa ecoregione è la riserva naturale di Gyda.